# Малая Куйсарина
Ма́лая Куйсарина — деревня в Аргаяшском районе Челябинской области. Входит в состав Яраткуловского сельского поселения.
Расположена на берегу озера Малое Миассово. Ближайшие населённые пункты — деревни Уразбаева и Верхние Караси.

## Население
| 2002 | 2010 |
| ---- | ---- |
| 22   | ↗23  |

По данным Всероссийской переписи, в 2010 году численность населения деревни составляла 23 человека (13 мужчин и 10 женщин).

## Улицы
Уличная сеть деревни состоит из 2 улиц.